# Josef Anton King

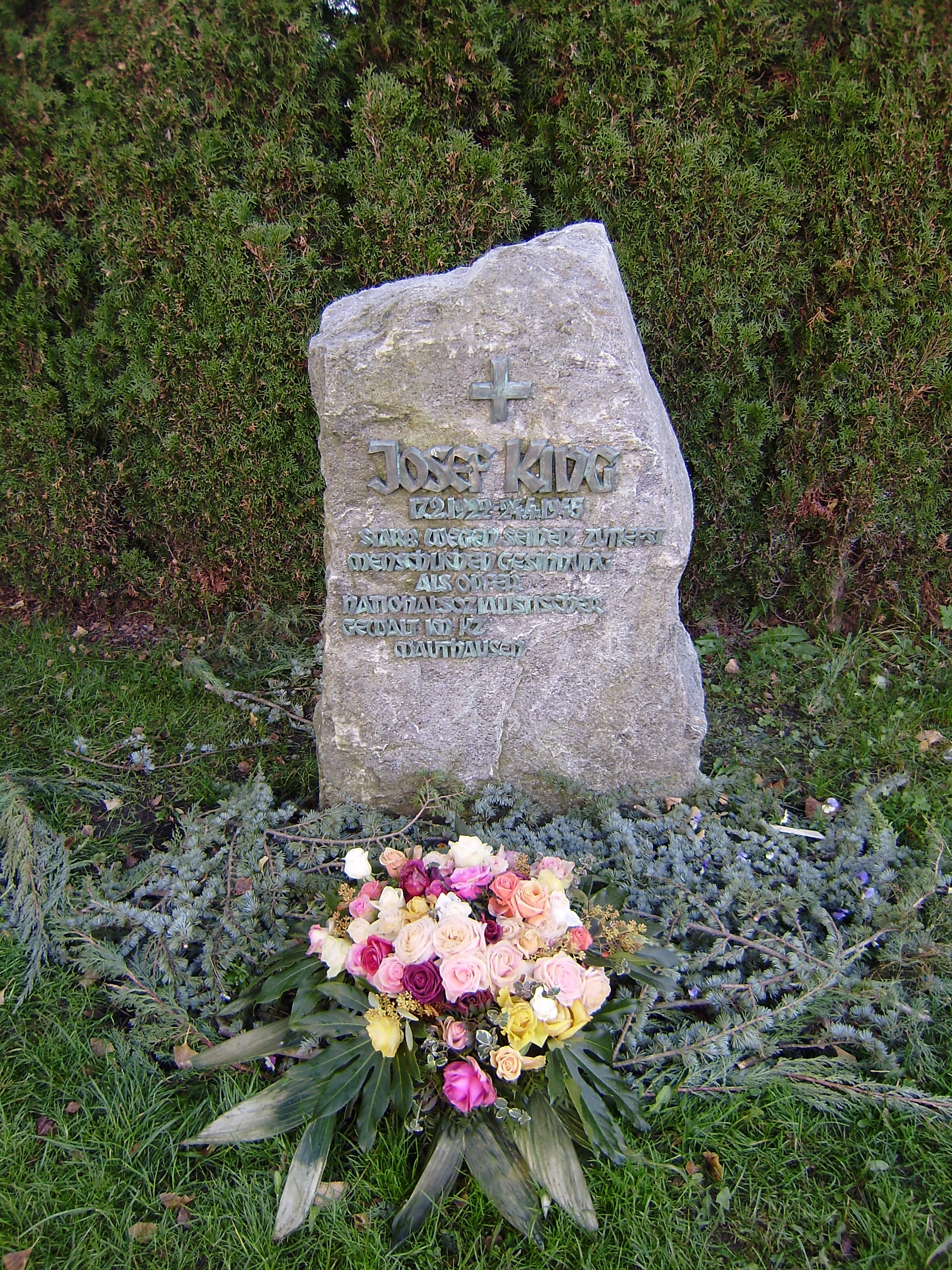
Gedenkstein für Josef King in seiner Heimatgemeinde Hörbranz (Eingang zum Friedhof)

Josef Anton King (* 17. Februar 1922 in Hörbranz, Vorarlberg; † 24. April 1945 im KZ Mauthausen) war ein Widerstandskämpfer in der Zeit des Nationalsozialismus.

## Leben
Schon früh fiel der Bauernsohn durch seine überdurchschnittliche Intelligenz auf und besuchte deshalb – in der Absicht Priester zu werden – das katholische Privatgymnasium Paulinum in Tirol und nach dessen Auflösung nach dem Einmarsch der hitlerdeutschen Truppen in Österreich das Gymnasium in Bregenz, das er mit ausgezeichnetem Erfolg abschloss.
King wurde wegen seiner Kurzsichtigkeit bald nach Einberufung wieder aus dem Heeresdienst entlassen, aber aufgrund seiner Sprachkenntnisse von der Gestapo als Dolmetscher und Briefzensor rekrutiert. Diese Stellung nutzte King, um Zwangsarbeiter zu unterstützen. Als regelmäßiger Hörer ausländischer Radiosender versorgte er sie mit Informationen; Übersetzungen und Aussagen verändert er zugunsten der Verhafteten. Bei Besuchen in den Ostarbeiterlagern kam er mit der russischen Widerstandsgruppe in Kontakt und arbeitete für diese, indem er z. B. Flugblätter herstellte und verteilte.
Am 6. Juni 1944 wurde er wegen „Konspiration mit den Kriegsgefangenen“ verhaftet und erst in Lindau, dann in Innsbruck inhaftiert. Im Januar 1945 wurde er nach Mauthausen deportiert, wo er am 24. April angesichts der näher rückenden Front als „Geheimnisträger“ hingerichtet wurde.

## Würdigung
1982 wurde King posthum das Ehrenzeichen für Verdienste um die Befreiung Österreichs vom österreichischen Bundespräsidenten verliehen. Seit 1988 erinnert ein Gedenkstein in seiner Heimatgemeinde an ihn.